# Ситников Олексій Петрович
Олексій Петрович Ситников (рос. Алексей Петрович Ситников; * 24 лютого 1962, Новосибірськ, Російська РФСР) — російський політтехнолог, доктор психологічних наук[джерело?], доктор економічних наук[джерело?], професор[джерело?], майстер ділового адміністрування (МВА)[джерело?], сертифікований тренер з нейролінгвістичного програмування (НЛП) з досвідом консультування і викладання в більш ніж 50-ти країнах[джерело?]. 
Спеціалізується на VIP-коучингу, політичному консалтингу, технологіях та системах розподіленого інтелекту (краудсорсинг, фабрики думки), психологічному впливі та гіпнозі, моніторингу інформаційного середовища, психосемантичних дослідженнях, математичному моделюванні розподілу ресурсів впливу регіональних еліт, корпоративній культурі.
Був політичним консультантом у провідних політиків і державних діячів країн пострадянського простору, а також країн Азії, Європи, Латинської Америки[джерело?]. Консультував сім'ю Бориса Єльцина, також Германа Грефа, Юлію Тимошенко, Едуарда Шеварнадзе[джерело?], Беньяміна Нетаньягу[джерело?].